# Frailea amerhauseri
Frailea amerhauseri ist eine Pflanzenart in der Gattung Frailea aus der Familie der Kakteengewächse (Cactaceae). Das Artepitheton amerhauseri ehrt den österreichischen Kakteenkenner Helmut Amerhauser (* 1941).

## Beschreibung
Frailea amerhauseri wächst meist sprossend mit niedergedrückt kugelförmigen bis kugelförmigen, grünen Körpern. Die Körper erreichen Durchmesser von 2 bis 4 Zentimeter. Die 16 bis 22 (selten bis 26) Rippen sind flach und undeutlich in Höcker gegliedert. Die darauf befindlichen kleinen Areolen sind etwas weiß bewollt. Die weißlichen Dornen sind borstig. Der Mitteldorn ist bis zu 6 Millimeter, die 9 bis 12 Randdornen 3 bis 4 Millimeter lang.

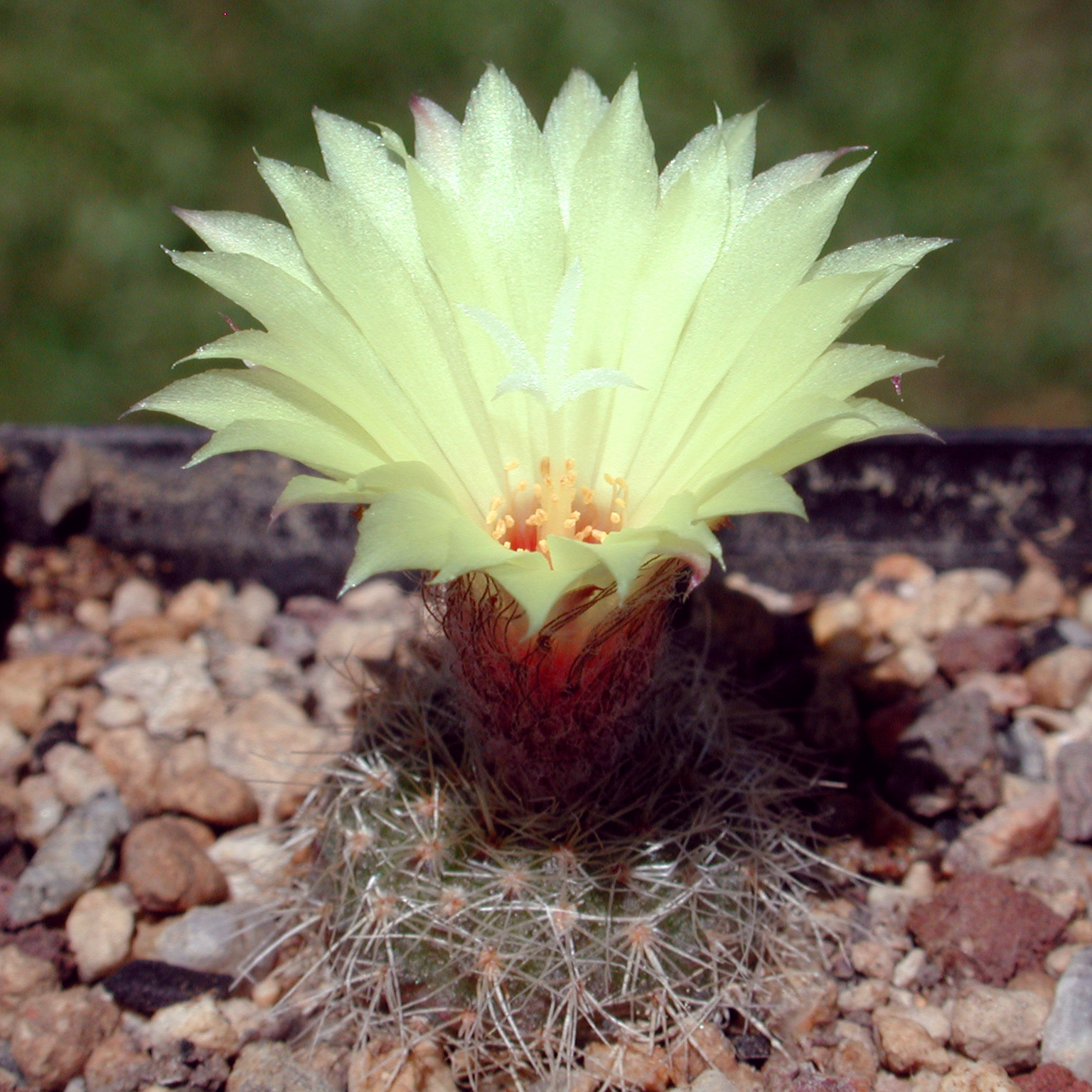
Frailea amerhauseri MU125 in Blüte

Die zitronengelben Blüten haben einen roten Schlund und sind trichterförmig. Sie sind bis zu 3,5 Zentimeter lang und erreichen Durchmesser von 5 Zentimetern. Die mehr oder weniger kugelförmigen Früchte sind etwa 7 Millimeter lang. Die darin enthaltenen hutförmigen Same sind kastanienbraun und glänzen etwas. Die Samen sind 1,5 Millimeter lang und 2 Millimeter breit.

## Verbreitung und Systematik
Frailea amerhauseri ist in Bolivien im Tiefland des Departamento Santa Cruz in Höhenlagen von 380 Metern verbreitet. wo sie zwischen Steinen wächst.
Die Erstbeschreibung durch Karl-Heinz Prestlé wurde 2002 veröffentlicht.

## Nachweise